# Briek Schotte
Albéric (Briek) Schotte, bijnaam IJzeren Briek (Kanegem, 7 september 1919 - Kortrijk, 4 april 2004) was een Belgisch wielrenner en ploegleider.

## Carrière
In 1941 werd hij lid van wielerclub KSV DEERLIJK, dat grootheden telde zoals Marcel Kint, André Noyelle, Dirk Baert, Marc Demeyer, Patrick Lefevere, Dirk Demol, Johan Bruyneel, Eric Van Lancker.
Hij won in zijn lange carrière tweemaal de Ronde van Vlaanderen (1942 en 1948) waaraan hij twintigmaal deelnam, en werd twee keer wereldkampioen (1948 en 1950). Hij nam ook viermaal deel aan de Ronde van Frankrijk (1947 tot 1950) waarin hij in 1948 tweede eindigde achter Gino Bartali.
Door zijn hoekige, werkende stijl was Schotte het type-voorbeeld van de Flandrien. Hij werd de Laatste Flandrien genoemd. Een beeld van hem als wroetende renner siert het dorpsplein van Kanegem sinds 1997 (beeld van Jef Claerhout). In Desselgem werd een plein naar hem genoemd.
Na zijn actieve carrière als renner was hij nog een 30-tal jaar actief als ploegleider waar hij met zijn renners ook viermaal de Ronde van Vlaanderen won.
Briek Schotte zette zich eveneens in voor het vrouwenwielrennen door bij de Flandria-ploeg een afdeling voor vrouwen te maken en te begeleiden begin jaren zestig. Hij regelde onder meer kledij en fietsen. Onder meer Nicole Van Den Broeck, Denise Bral, Rosa Sels, Christiane Goeminne, Marie-Thérèse Naessens en Louiza Smits reden voor de ploeg. Het Flandria-team stopte in 1979 omwille van het faillissement van de hoofdsponsor.

## Begrafenis
Briek Schotte stierf in 2004 op de dag van de Ronde van Vlaanderen en kreeg een begrafenis in stijl - hij werd de kerk binnen- en buitengedragen door acht wielergrootheden uit vier generaties, onder wie vier wereldkampioenen: Rik Van Looy, Benoni Beheyt, Eddy Merckx, Freddy Maertens, Roger De Vlaeminck, Eric Leman, Seán Kelly en Frank Vandenbroucke. Een wielerwedstrijd, de GP Briek Schotte, is naar hem vernoemd, deze wordt gereden in Desselgem, een deelgemeente van Waregem.
Zijn graf is terug te vinden op de begraafplaats van Waregem, de stad waar hij ook ereburger van was. Schotte woonde jarenlang in deelgemeente Desselgem. In 2010 was Desselgem "dorp van de Ronde van Vlaanderen".

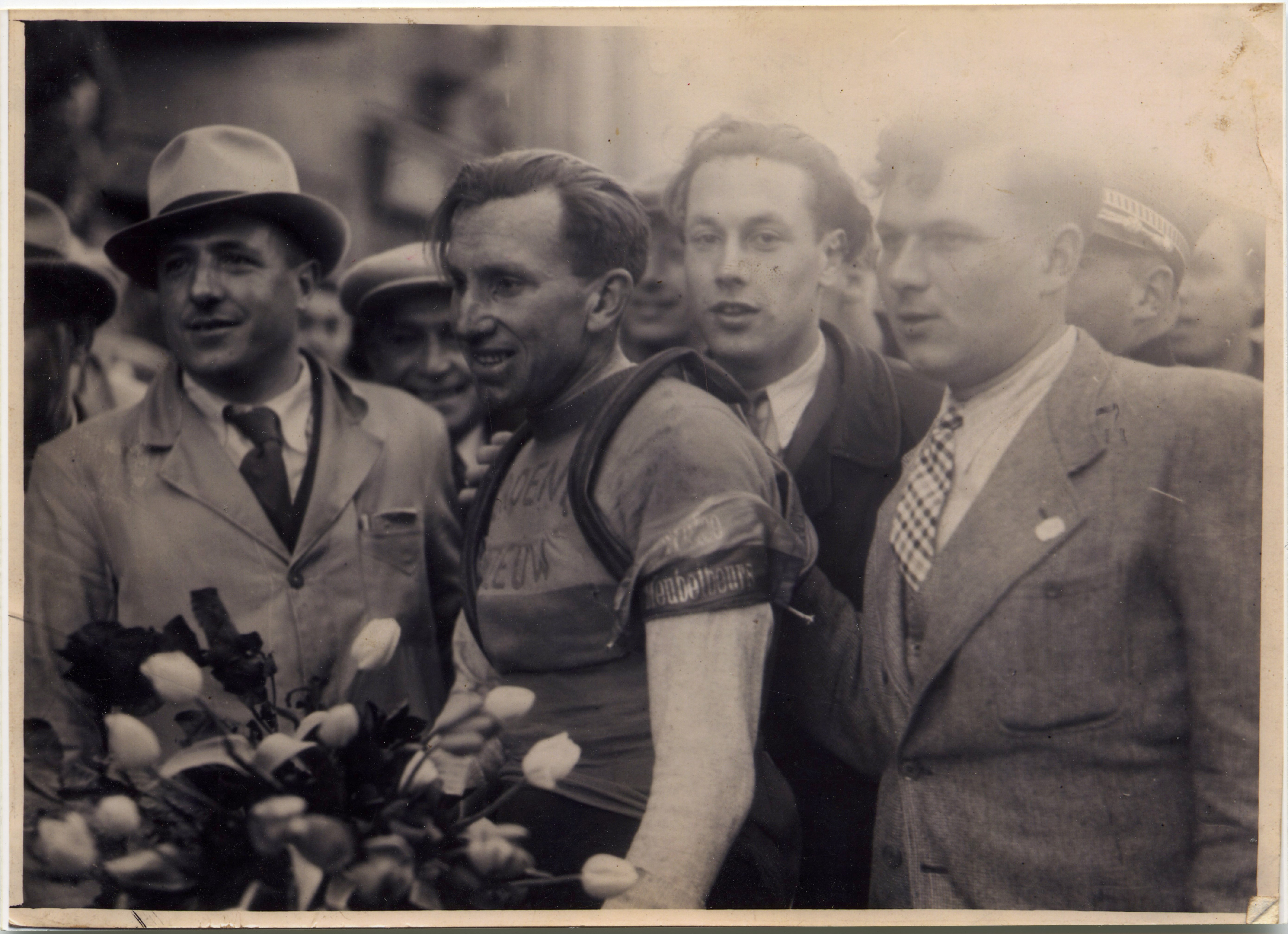
Briek Schotte poseert na een overwinning in de eerste etappe van Dwars door België 1946 (collectie KOERS. Museum van de Wielersport)

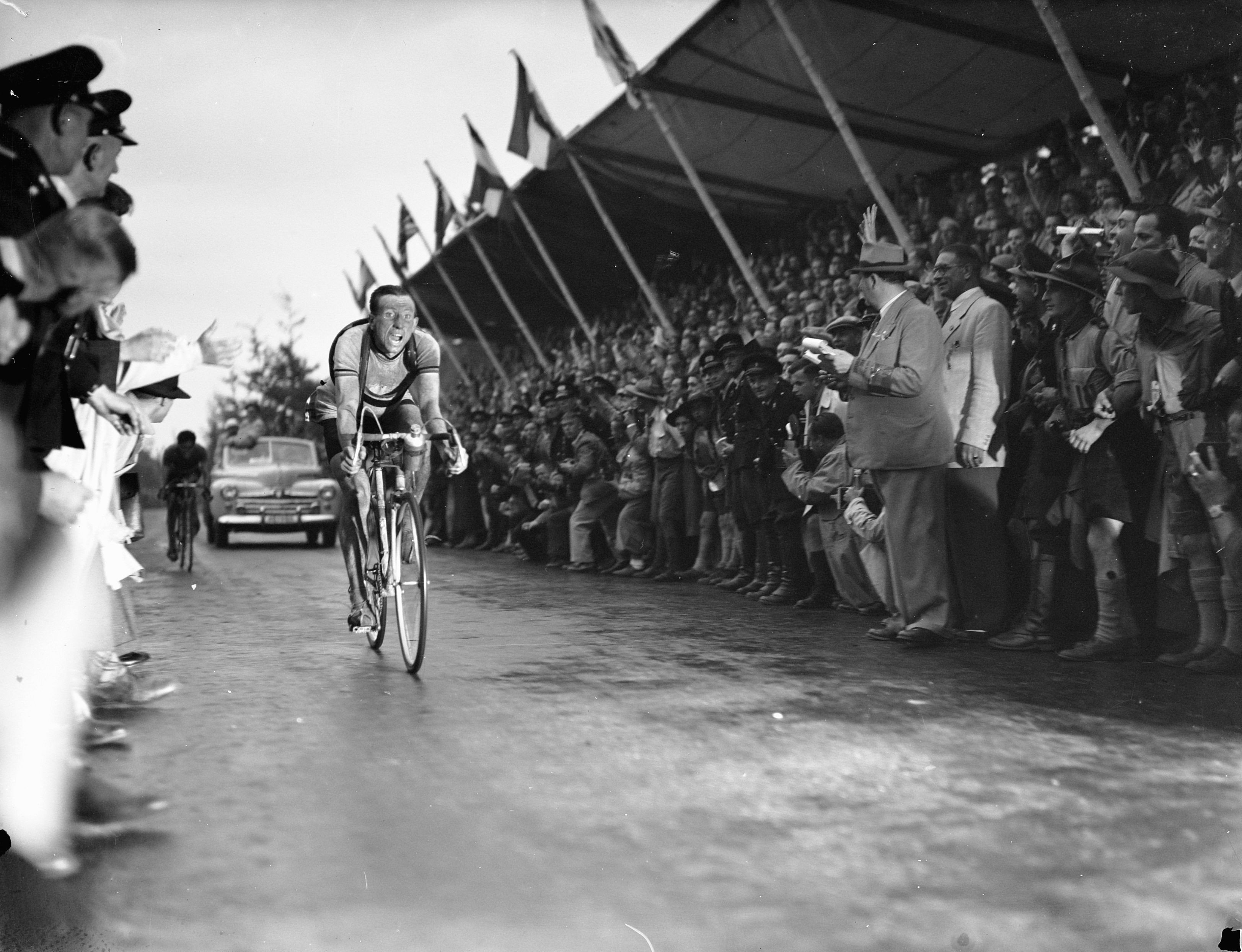
Briek Schotte wint het WK van 1948 Valkenburg

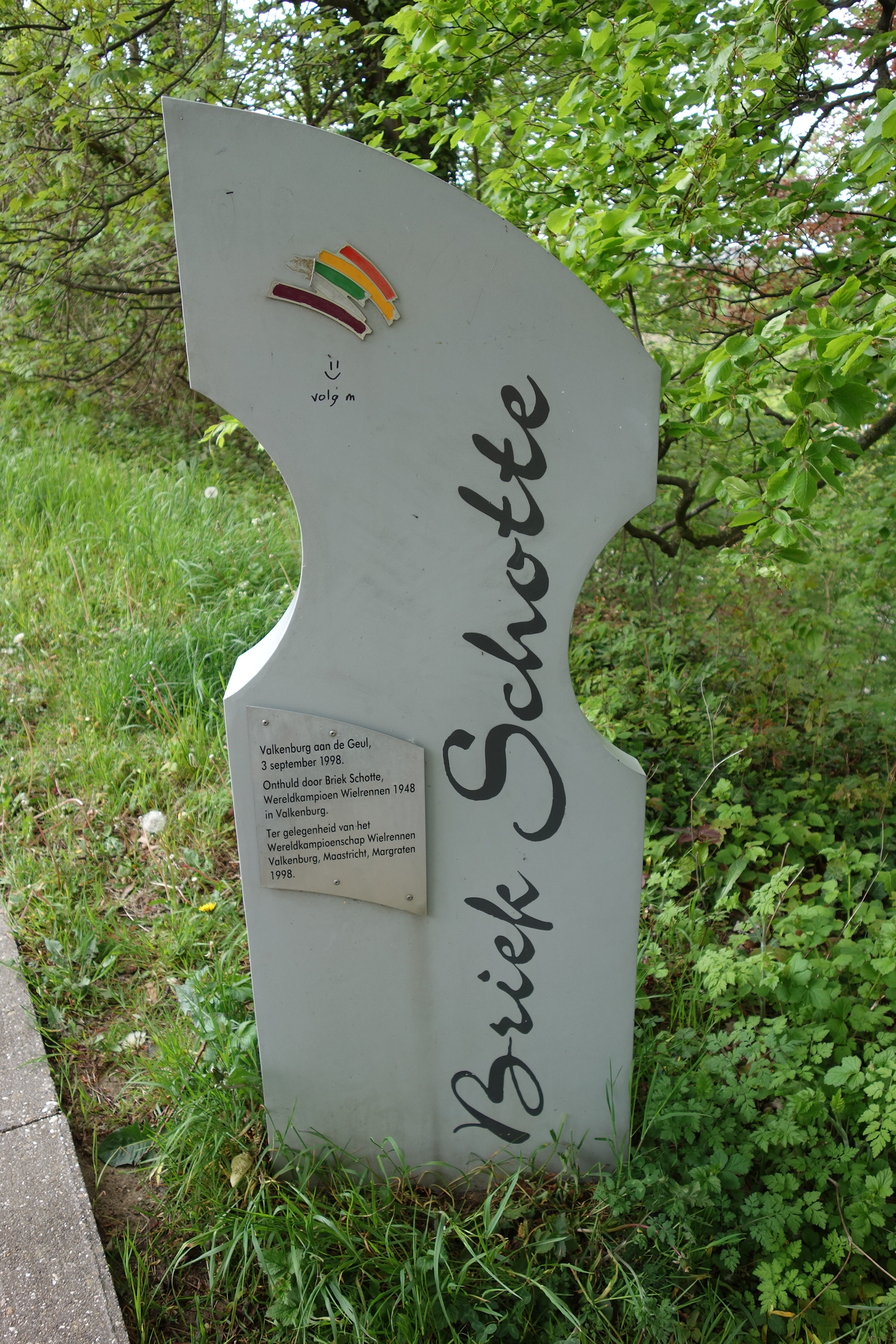
Monument Briek Schotte op de Cauberg

## Belangrijkste Overwinningen
1939
- Tour de l'Ouest

1940
- Ransart-Beaumont-Ransart

1941
- Desselgem
- Kampioenschap van Vlaanderen
- Merelbeke

1942
- Ronde van Vlaanderen
- Desselgem

1944
- Wetteren (dernycriterium)

1945
- Nokere Koerse
- Tielt-Antwerpen-Tielt

1946
- Eindklassement Ronde van Luxemburg
- Omloop Mandel-Leie-Schelde
- Parijs-Brussel
- Parijs-Tours

1947
- Parijs-Tours

1948
- Ronde van Vlaanderen
- Wereldkampioenschap
- Trophée Gentil

1949
- GP Stad Vilvoorde

1950
- 5e etappe van Ronde van Nederland
- Gent-Wevelgem
- Wereldkampioenschap

1951
- Vijfbergenomloop

1952
- Parijs-Brussel
- Omloop der Zuid-West-Vlaamse Bergen

1953
- Dwars door Vlaanderen
- Antwerpen-Luik- Antwerpen

1954
- Kampioenschap van Vlaanderen
- Ommegangprijs
- Onloop der drie Provinciën

1955
- Dwars door Vlaanderen
- Gent-Wevelgem
- Scheldeprijs

1956
- GP Bali
- Boulogne-sur-Mer

## Resultaten in voornaamste wedstrijden
| Jaar | Ronde van Italië | Ronde van Frankrijk | Ronde van Spanje |
| ---- | ---------------- | ------------------- | ---------------- |
| 1940 |                  |                     |                  |
| 1941 |                  |                     |                  |
| 1942 |                  |                     |                  |
| 1943 |                  |                     |                  |
| 1944 |                  |                     |                  |
| 1945 |                  |                     |                  |
| 1946 |                  |                     |                  |
| 1947 |                  | 13e (1)             |                  |
| 1948 |                  | ↑                   |                  |
| 1949 |                  | 33e                 |                  |
| 1950 |                  | 22e                 |                  |
| 1951 | opgave           |                     |                  |
| 1952 |                  |                     |                  |
| 1953 |                  |                     |                  |
| 1954 |                  |                     |                  |
| 1955 |                  |                     |                  |
| 1956 |                  |                     |                  |
| 1957 |                  |                     |                  |
| 1958 |                  |                     |                  |
| 1959 |                  |                     |                  |

| Jaar | Milaan-San Remo | Gent-Wevelgem | Ronde van Vlaanderen | Parijs-Roubaix | Luik-Bast.‑Luik | Ronde van Lombardije | Parijs-Tours | Parijs-Brussel | Dwars door Vlaanderen |  | WK op de weg |  | Wereldranglijsten |
| ---- | --------------- | ------------- | -------------------- | -------------- | --------------- | -------------------- | ------------ | -------------- | --------------------- |  | ------------ |  | ----------------- |
| 1940 |                 |               | ↑                    |                |                 |                      |              |                |                       |  |              |  |                   |
| 1941 |                 |               | opgave               |                |                 |                      |              |                |                       |  |              |  |                   |
| 1942 |                 |               | ↑                    |                |                 |                      |              |                |                       |  |              |  |                   |
| 1943 |                 |               | 18e                  | 8e             | 4e              |                      |              |                |                       |  |              |  |                   |
| 1944 |                 |               | ↑                    |                |                 |                      |              |                |                       |  |              |  |                   |
| 1945 |                 |               | 21e                  |                |                 |                      |              |                | ↑                     |  |              |  |                   |
| 1946 |                 | opgave        | ↑                    |                |                 |                      | ↑            | Goud           | ↑                     |  |              |  |                   |
| 1947 |                 | 11e           | opgave               | 5e             | 25e             | 7e                   | ↑            | 6e             |                       |  |              |  |                   |
| 1948 |                 | 11e           | ↑                    | 20e            |                 | 19e                  | 7e           | 8e             |                       |  | ↑            |  | (CDC)             |
| 1949 | 83e             | 8e            | ↑                    | 12e            |                 |                      |              | 64e            |                       |  |              |  |                   |
| 1950 |                 | Goud          | ↑                    |                | 4e              |                      | 12e          | 9e             |                       |  | ↑            |  |                   |
| 1951 | 27e             |               | opgave               | 12e            | 20e             |                      | 22e          |                |                       |  |              |  |                   |
| 1952 |                 | 14e           | ↑                    | 12e            | 22e             |                      | Zilver       | Goud           |                       |  |              |  | 4e (CDC)          |
| 1953 |                 | 27e           | 15e                  | 42e            | 8e              |                      |              | Zilver         | ↑                     |  |              |  |                   |
| 1954 | 13e             | 13e           | 21e                  | 31e            |                 |                      | 4e           | 24e            | ↑                     |  | opgave       |  |                   |
| 1955 | 17e             | Goud          | 24e                  | 16e            | 14e             |                      | 23e          | 10e            | ↑                     |  | opgave       |  |                   |
| 1956 |                 |               |                      |                |                 |                      |              | 8e             |                       |  |              |  |                   |
| 1957 |                 | 17e           |                      |                |                 |                      |              |                |                       |  |              |  |                   |
| 1958 |                 |               | 6e                   |                |                 |                      |              | 15e            |                       |  |              |  |                   |
| 1959 |                 | 51e           | opgave               |                |                 |                      |              | 14e            | ↑                     |  |              |  |                   |

## Boeken
- 20 jaren rennersloopbaan van Briek Schotte van Berten Lafosse in 1955, Atlas Kortrijk, 79 p.
- IJzeren Briek: de wielersport zal niet sterven: het levensverhaal van Briek Schotte van André Blancke in 1987, Het Volk, 192 p. ISBN 9063340982
- Briek Schotte van Noël Truyers in 1998, De Eecloonaar, 48 p. ISBN 9074128297
- Briek Schotte: de laatste der Flandriens van Rik Vanwalleghem and Bo Decramer in 1999, Lannoo, 176 p. ISBN 9789020939163
- Briek Schotte: De erfenis van Briek van Rik Vanwalleghem and Anna Luyten in 2011, Kannibaal, 187 p. ISBN 9789081623735
- Briek! De laatste Flandrien van Herman Chevrolet in 2019, De Arbeiderspers, 248 p. ISBN 9789029526425
- Flandrien van Stephan Vanfleteren in 2021, Kannibaal, 132 p. ISBN 9789081623711